# Zonnewagen

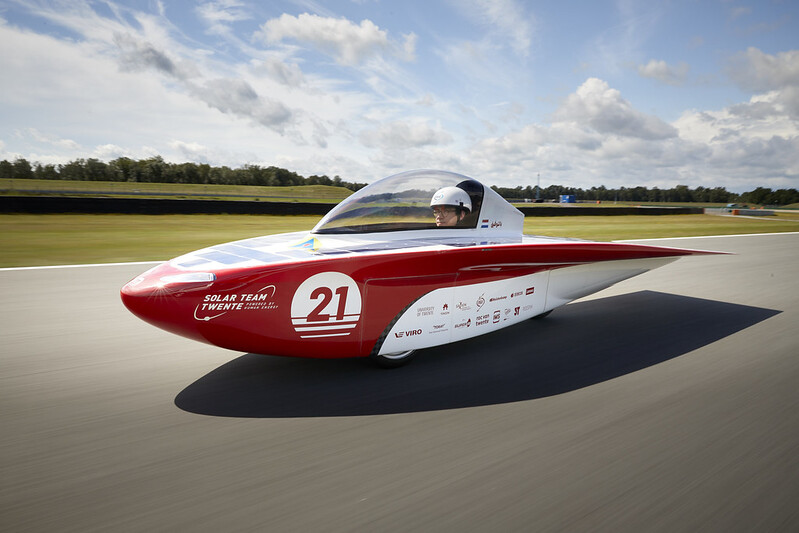
RED Horizon, de zonneauto van studententeam Solar Team Twente uit Enschede, welke in 2021 de Solar Challenge Morocco won.

Een zonnewagen of zonneauto is een auto die zonne-energie als krachtbron gebruikt. De zonneauto rijdt -per definitie- op duurzame energie. Het is een zero-emissions vehicle omdat het geen uitlaatgassen en/of CO2 produceert. Het is tevens een elektrisch voertuig en elektrische auto omdat het een auto is die door een elektromotor wordt voortbewogen. De actieradius is in principe onbeperkt. Op dit moment zijn deze voertuigen nog geen volwaardig alternatief voor de huidige auto's, maar er zijn enkele voertuigen met zonnepanelen die voor commerciële doeleinden gebruikt worden.

## Werking van de zonneauto
De zonnestraling wordt opgevangen op zonnepanelen. De fotovoltaïsche cellen op de zonnepanelen zetten het zonlicht om in elektriciteit. Deze elektriciteit wordt opgeslagen in een accu. Een elektromotor gebruikt de elektriciteit uit de accu en verzorgt zo de voortstuwing van de auto. De accu kan kleiner en lichter zijn dan de traditionele elektrische auto omdat hij continu gevoed wordt door zonne-energie. Door het lichtere gewicht van de accu is het totale gewicht van de auto lager en is er minder energie nodig om de auto voort te bewegen. Er is geen stekker, kabel en laadinfrastructuur nodig. Dit type auto is geschikt voor landen met veel zon en weinig of geen laadinfrastructuur.

## Zonnewagens voor zonneraces
Er worden verschillende races georganiseerd om het onderzoek naar een aandrijving door zonne-energie te stimuleren. Voorbeelden van deze races zijn World Solar Challenge en American Solar Challenge.
Bij het ontwerp van een zonnewagen wordt er naar verschillende aspecten van het voertuig gekeken. Om te beginnen moet het gewicht zo laag mogelijk gehouden worden. Zo wordt de weinige energie die het voertuig uit de zonnestralen haalt optimaal benut.
De meeste races hebben inmiddels een limiet gesteld aan het maximale oppervlakte aan zonnecellen. Voor de World Solar Challenge en de North American Solar Challenge is dat 6 m2.
De energie die opgewekt wordt door de zonnepanelen van de auto's is afhankelijk van het invallende zonlicht. De 6 m2 die op een zonnewagen zit, levert maximaal ongeveer 2000 watt op. Deze energie wordt opgeslagen in de accu en wordt vervolgens gebruikt voor het aandrijven van de elektromotor. (Ter vergelijking: een stofzuiger gebruikt ook ongeveer 2000 W)
Ook wordt er veel aandacht besteed aan de aerodynamica, aangezien de zonnewagen zo weinig mogelijk luchtweerstand moet ondervinden. Ten slotte hebben de auto's een accumanagementsysteem waardoor de energie in de accu optimaal benut wordt als er bijvoorbeeld door bewolking tijdelijk minder energie opgevangen kan worden.
De auto's zijn draadloos (via wifi) verbonden met een of meerdere volgauto's. In de auto's bevindt zich meetapparatuur, waarmee de tactiek voor de race bepaald kan worden. De coureurs van de auto's hebben ook contact met de personen in de volgauto's.

### Enkele zonnewagens

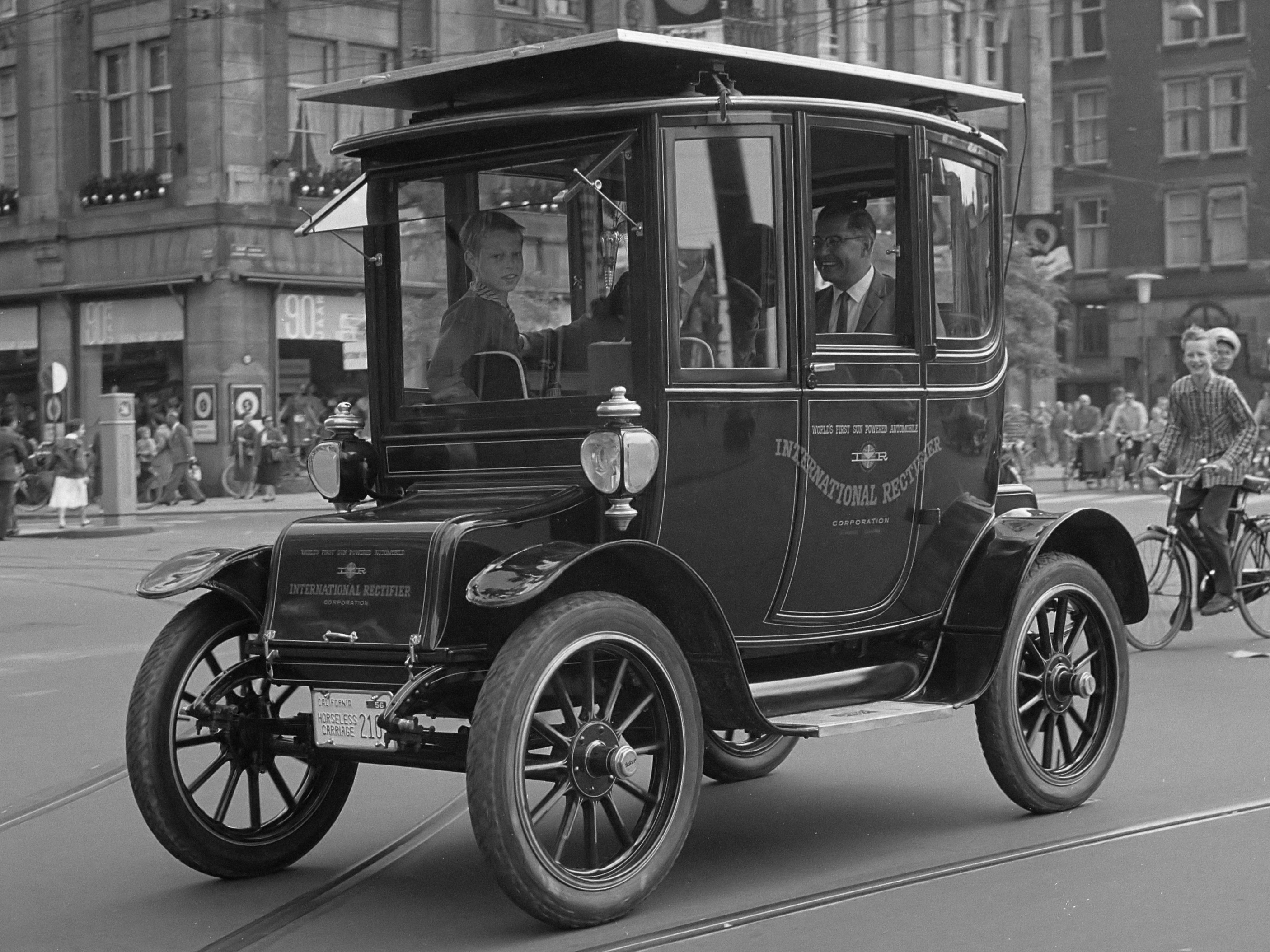
De eerste zonne-auto (1960)

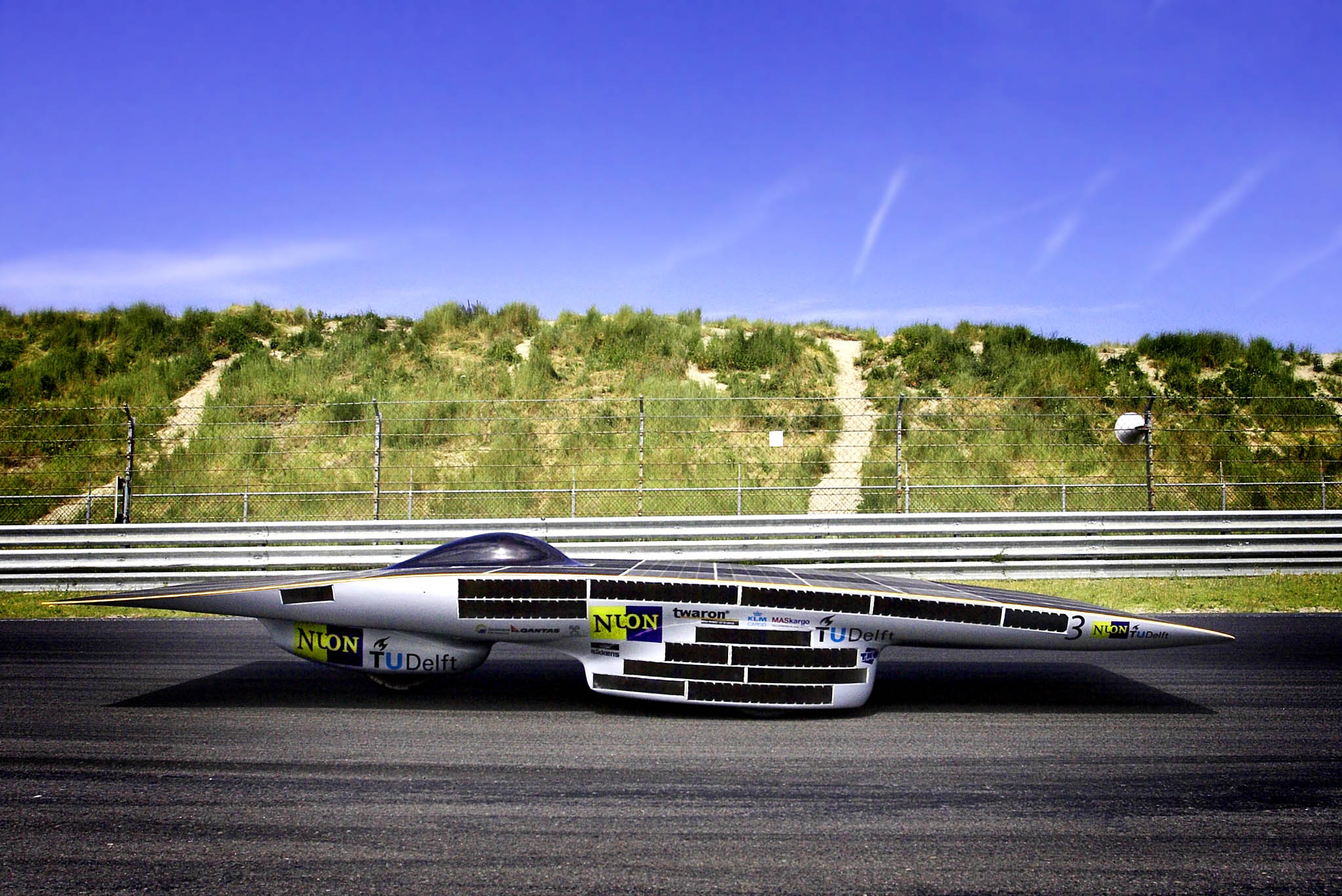
De Nuna 3 op het Circuit van Zandvoort

- De eerste zonnewagen reed in 1960 en was een demonstratie-auto van Charles A. Escoffery met zonnecellen van de International Rectifier Corporation.[1]
- De Quiet Achiever was een zonnewagen uit 1982.
- De Sunraycer, de winnaar van de eerste World Solar Challenge in 1987.
- De Nuna 1, Nuna 2, Nuna 3, Nuna 4, Nuna 5, Nuna 6 en Nuna 7, Nuna 8 de serie zonnewagens van het Vattenfall Solar Team uit Delft.
- De Solutra, Twente One, 21 Revolution, 21Connect en The RED Engine, de serie zonnewagens van Solar Team Twente uit Twente.
- De Umicar I, de Umicar Infinity en de Umicar Inspire, de serie zonnewagens van het Umicore Solar Team uit Leuven.
- De Stella Lux van het Solar Team Eindhoven[2] een gezinsauto (experimenteel stadium).

## Zonnewagens voor commercieel gebruik
Wereldwijd zijn er nog maar enkele wagens in gebruik die voor commerciële doeleinden rijden op zonne-energie.
In de binnenstad van Utrecht rijdt sinds 18 augustus 2009 de Cargohopper, een elektrische goederentransportwagen met zonnepanelen op het dak van de aanhangwagens waardoor deze 7 - 8 maanden per jaar volledig op zonne-energie kan rijden. In Maastricht rijdt een toeristenwagentje op zonne-energie. Een ander voorbeeld is de Tindo, een stadsbus uit de Australische plaats Adelaide die op zonne-energie rijdt.
Het Solar Team Eindhoven dat de Stella en de Stella Lux bouwde heeft het bedrijf Lightyear opgericht dat als doel heeft een commercieel verkrijgbare 4-persoons gezinsauto met officiële goedkeuring om op de openbare weg te rijden, en die volledig op zonne-energie rijdt, te bouwen. Het eerste exemplaar met RDW goedkeuring is het 4-persoons motorrijtuig Stella met een gewicht van gewicht van 379 kg dat op 28-08-2013 werd toegelaten op de Nederlandse weg. Het kan een snelheid van 120 km/h behalen en is geschikt voor de snelweg. De Stella kan onder Nederlandse omstandigheden 60.000 km per jaar op zonne-energie rijden.

In 2022 startte de productie van de Lightyear 0.
De Duitse start-up Sono Motors verwacht in 2020 met de Sion een elektrische auto met zonnepanelen op de carrosserie op de markt te brengen, waarbij de zonnepanelen gemiddeld 30 km aan energie per dag moeten opleveren.

## Zonnewagens in de ruimte
In de ruimtevaart wordt veel gebruikgemaakt van zonne-energie. Zonnewagens zijn er ook: de twee wagentjes Spirit en Opportunity, die door de Amerikaanse ruimtevaartorganisatie NASA naar Mars zijn gestuurd, bewegen zich ook voort op zonne-energie.

## Trivia
- De Zwitser Louis Palmer voltooide op 4 december 2008 in een zonnewagen genaamd Solartaxi na 52.000 kilometer en 17 maanden als eerste een tocht rond de wereld.[9][10]